# Xylethrus scrupeus
Xylethrus scrupeus là một loài nhện trong họ Araneidae.
Loài này thuộc chi Xylethrus. Xylethrus scrupeus được Eugène Simon miêu tả năm 1895.